# ラブシル
『ラブシル』は、日本のガールズバンド・Silent Sirenの2枚目のミニアルバム。2012年7月4日にBrand-New Musicから発売された。

## 解説
Silent Siren（以下、サイサイと略す）の2枚目のオリジナルアルバムであり、ミニアルバム。タイトルはリード曲「LOVEのしるし」を略したものである。
このアルバムに収録されている「Milky☆Way」は、『文化放送ロンドン2012』のテーマソングとして使用された。
このアルバム発売後の2012年7月31日、名古屋ell.SIZEで行われた『Silent Siren tour2012 サイサイサイクル～はじめまして、サイサイです。～』を最後にキーボードの寒川綾奈（やな）が脱退。代わって黒坂優香子が加入し、サイサイはメジャーデビューへ向けて歩み始める。

## 収録曲
| #         | タイトル             | 作詞      | 作曲       | 編曲                | 時間  |
| --------- | -------------------- | --------- | ---------- | ------------------- | ----- |
| 1.        | 「LOVEのしるし」     | すぅ      | クボナオキ | samfree、クボナオキ | 4:52  |
| 2.        | 「イブニングスター」 | すぅ      | クボナオキ | samfree、クボナオキ | 3:41  |
| 3.        | 「Milky☆Way」        | すぅ      | クボナオキ | samfree、クボナオキ | 4:18  |
| 4.        | 「初恋記念日」       | やな      | クボナオキ | samfree、クボナオキ | 3:16  |
| 5.        | 「escape」           | すぅ      | samfree    | samfree             | 3:58  |
| 6.        | 「Goodbye3」         | すぅ      | クボナオキ | samfree、クボナオキ | 5:27  |
| 7.        | 「キミがスキ」       | すぅ      | samfree    | samfree             | 4:03  |
| 合計時間: | 合計時間:            | 合計時間: | 合計時間:  | 合計時間:           | 29:35 |

## 曲解説
1. LOVEのしるし
2. イブニングスター
3. Milky☆Way
  - 『文化放送ロンドン2012』のテーマソング
4. 初恋記念日
5. escape
6. Goodbye3
7. キミがスキ

## クレジット

### Silent Siren
- 吉田菫(すぅ) - Vocal & Guitar
- 寒川綾奈(やな) - Keyboard & Chorus
- 山内あいな(あいにゃん) - Bass & Chorus
- 梅村妃奈子(ひなんちゅ) - Drums & Chorus